# Ocyropsis maculata
Ocyropsis maculata är en kammanetart som först beskrevs av Rang 1826.  Ocyropsis maculata ingår i släktet Ocyropsis och familjen Ocyropsidae. Inga underarter finns listade i Catalogue of Life.